# Municipio de Albion (Arkansas)
El municipio de Albion (en inglés: Albion Township) es un municipio ubicado en el condado de White en el estado estadounidense de Arkansas. En el año 2010 tenía una población de 297 habitantes y una densidad poblacional de 10,36 personas por km².

## Geografía
El municipio de Albion se encuentra ubicado en las coordenadas 35°20′28″N 91°47′52″O / 35.34111, -91.79778. Según la Oficina del Censo de los Estados Unidos, el municipio tiene una superficie total de 28.68 km², de la cual 28,68 km² corresponden a tierra firme y (0 %) 0 km² es agua.

## Demografía
Según el censo de 2010, había 297 personas residiendo en el municipio de Albion. La densidad de población era de 10,36 hab./km². De los 297 habitantes, el municipio de Albion estaba compuesto por el 95,96 % blancos, el 0,34 % eran afroamericanos, el 0,67 % eran amerindios, el 2,02 % eran de otras razas y el 1,01 % eran de una mezcla de razas. Del total de la población el 3,03 % eran hispanos o latinos de cualquier raza.